# بي بي سي نيوز أون لاين
بي بي سي نيوز أون لاين هو موقع ويب أنشئ في 4 نوفمبر 1997، الموقع ملك بي بي سي، ويقع مقره الرئيسي في المملكة المتحدة، وهو متوفر باللغة الإنجليزية ومحتواه الأساسي حول أخبار.

## وصلات خارجية
- الموقع الرسمي